# Hokah, Minnesota
Hokah, Minnesota (енгл. Hokah) град је у америчкој савезној држави Минесота.

## Демографија
По попису из 2010. године број становника је 580, што је 34 (-5,5%) становника мање него 2000. године.
| Група             | 2000.       | 2010.       |
| Белци             | 602 (98,0%) | 555 (95,7%) |
| Афроамериканци    | 7 (1,1%)    | 1 (0,2%)    |
| Азијати           | 0 (0,0%)    | 0 (0,0%)    |
| Хиспаноамериканци | 5 (0,8%)    | 8 (1,4%)    |
| Укупно            | 614         | 580         |